# Oleh Barna

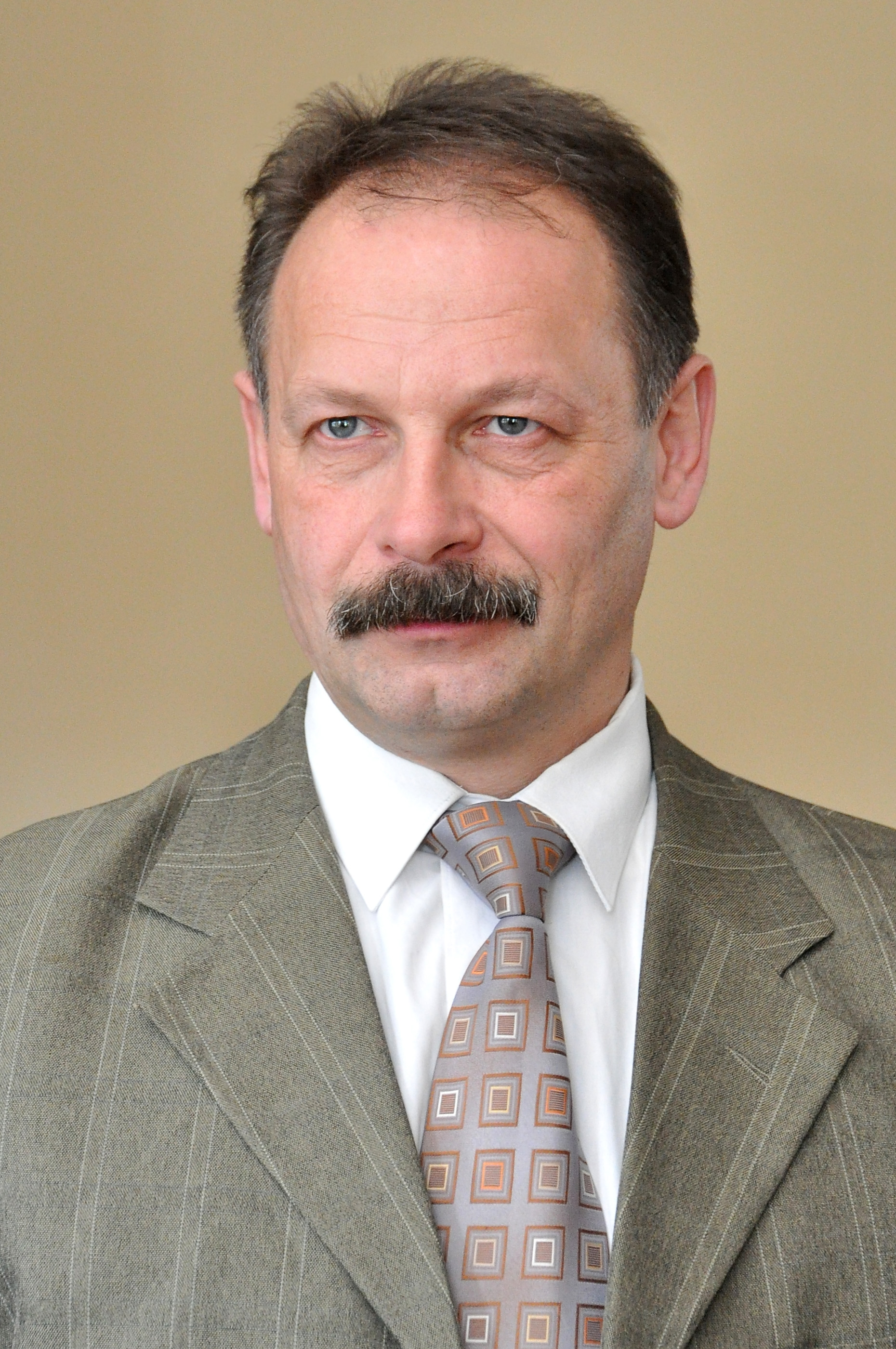
Oleh Barna (2015)

Oleh Stepanowytsch Barna (ukrainisch Олег Степанович Барна; * 18. April 1967 in Nahirjanka, Ukrainische SSR, ⚔ 17. April 2023 in Pawliwka, Oblast Donezk, Ukraine) war ein ukrainischer Lehrer und Abgeordneter der 8. Versammlung der Werchowna Rada, des ukrainischen Parlaments.
Barna diente von 1985 bis 1987 in der Sowjetarmee.
Nach der Parlamentswahl in der Ukraine 2014, bei der er als Kandidat des Blocks Petro Poroschenko im Wahlkreis Tschortkiw antrat, wurde er Volksabgeordneter der Ukraine.
Barna war einer der Initiatoren von Protesten und Inspektionen bei Ukrspirt, dem staatseigenen, größten Hersteller von Alkohol und alkoholhaltigen Produkten in der Ukraine.
Er fiel am 17. April 2023, dem Vortag seines 56. Geburtstags, im Russisch-Ukrainischen Krieg.